# F.C. Verbano Calcio
Câu lạc bộ bóng đá Verbano Calcio, hay đơn giản là Verbano, là một câu lạc bộ bóng đá Ý, có trụ sở tại Besozzo, Lombardy.

## Lịch sử
Câu lạc bộ được thành lập vào năm 1979  sau khi sáp nhập Unione Sportiva Besozzo (thành lập năm 1905)  và NAGC Sant'Andrea (thành lập năm 1927).
Vào cuối của Eccellenza 2010-11 mùa, Verbano được thăng hạng bởi Vòng đấu vớt đến Serie D cho lần đầu tiên.
Trong 2012-13 Serie D, câu lạc bộ đã xuống hạng eccellenza.

## Màu sắc và huy hiệu
Màu của đội là đỏ và đen.